# Artus Wolffort

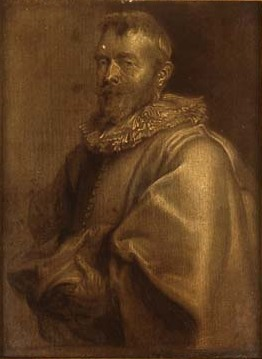
Artus Wolffort door Anthony van Dyck

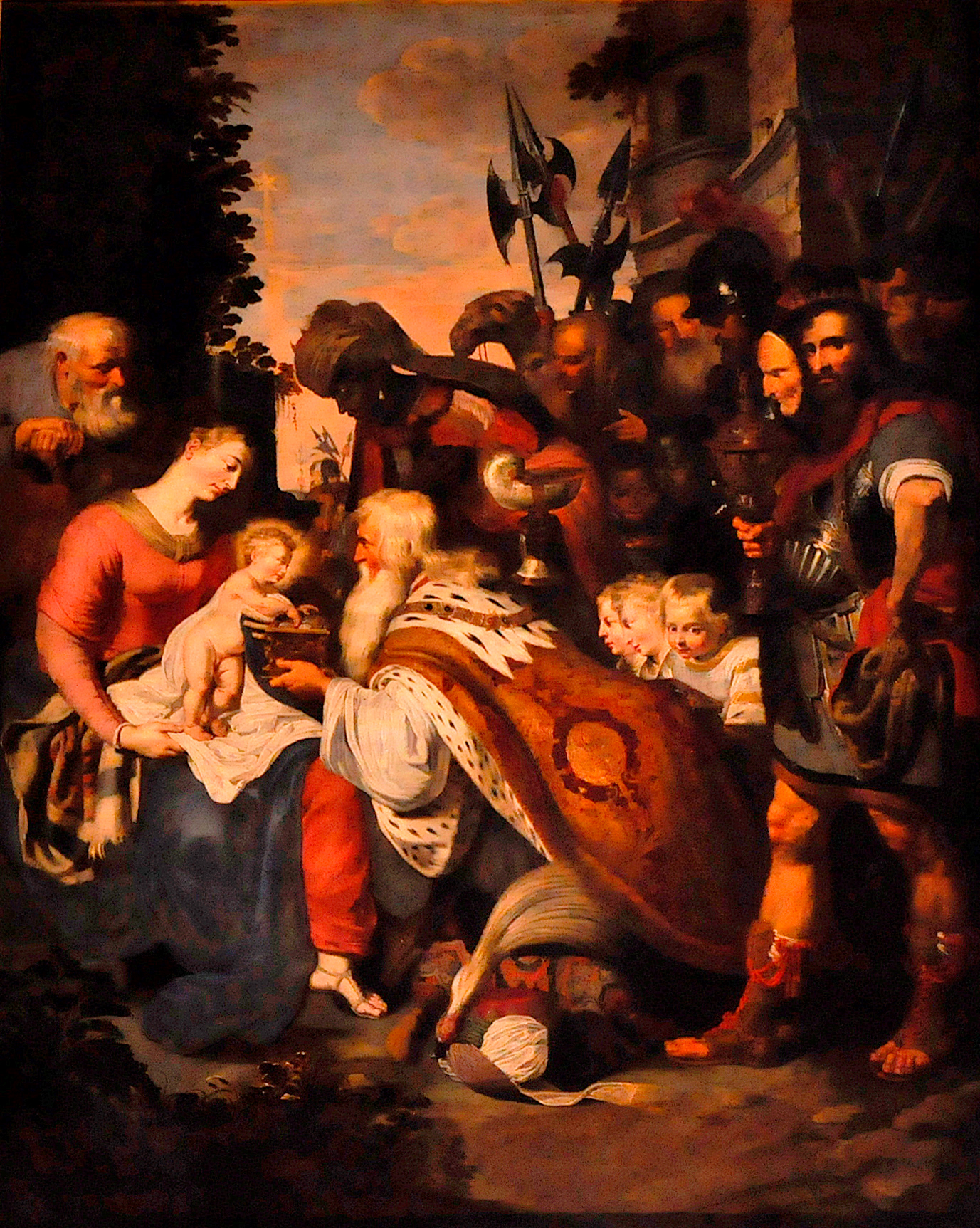
Aanbidding van de koningen (ca. 1615) - tentoonstelling kathedraal Antwerpen

Artus Wolffort (1581-1641), ook Wolffaert genoemd, was een Brabants kunstschilder uit Antwerpen. Zijn werken behoren tot de Vlaamse barokschilderkunst.
Hij studeerde eerst in Dordrecht waar zijn familie in 1581 naar was uitgeweken. Bij zijn terugkeer naar Antwerpen rond 1615 studeerde hij bij Otto van Veen en Peter Paul Rubens. Rubens beïnvloedde hem qua compositie en stijl.
Wolffort schilderde vooral scènes uit het leven van Christus en de kerkvaders. Pieter van Mol en Pieter van Lint waren twee van zijn leerlingen. Het schilderij Aanbidding van de koningen (zie foto) was een opdracht van het kleermakersambacht van Antwerpen. Het toont de figuren in kostbare gewaden, exuberante hoofddeksels en allerlei dure stoffen. Over de toeschrijving van het schilderij was men het lang oneens. Het kwam op naam van Deodaat del Monte, Pieter van Mol en Pieter van Lint. Recent stilistisch onderzoek schrijft het overtuigend toe aan Wolffort.
Het gemeentehuis van Aartselaar (ten zuiden van Antwerpen) wordt weliswaar "Wolffaertshof" genoemd, doch was niet de residentie van barokschilder Wolffort.

## Werken
- "De Hemelvaart van Christus" uit de suite van De Vijftien Mysteries van de Rozenkrans in de Sint-Pauluskerk (Antwerpen) (circa 1620).

## Links

heilige Matteüs, Musée des beaux-Arts, Besançon

- Sint-Pauluskerk (Antwerpen)

- Biblioteca Nacional de España: XX5249219
- Biografisch Portaal: 77028361
- Gemeinsame Normdatei: 133067475
- International Standard Name Identifier: 0000 0000 6634 9986
- RKD-Nederlands Instituut voor Kunstgeschiedenis: 85394
- Union List of Artist Names: 500013787
- Virtual International Authority File: 62726748
- WorldCat: E39PBJdM97MxdHyKqPBtwggkDq